# Požigalništvo
Požigalništvo je zgodnja oblika poljedelstva, ki je značilno za stari in zgodnji srednji vek.
Spomladi so požgali nizki gozd in odstranili ostanke pogorišča. Potem so z motikami in drugim preprostim orodjem površno zrahljali prst in posadili seme.
Tako izkoriščanje njiv je lahko trajalo največ tri leta, nakar se je prst izčrpala in je bilo treba zamenjati prostor.
Tak način pridelovanja je bil slab, saj je zahteval delo več ljudi, pri čemer so pridelali premalo hrane, tako da je bila to le dopolnilna dejavnost lova.